# Hote Hote Pyaar Ho Gaya

Hote Hote Pyaar Ho Gaya   (français: Où étais-tu arrivé)  est un film indien de Bollywood réalisé par Firoz Irani en 1999, avec Jackie Shroff, Kajol et Atul Agnihotri.

## Synopsis
Pinky (Kajol), charmante jeune fille, et Bunty (Atul Agnihotri), jeune homme plein de vie, sont deux étudiants insouciants. Dès leur rencontre, ils tombent éperdument amoureux l'un de l'autre et envisagent de se marier. Mais leurs familles ne les approuvent pas : en effet, le mariage de Bunty a été arrangé avec Shobha (Ayesha Jhulka), la fille du meilleur ami de ses parents et pareillement, Pinky a été promise par son père (Kulbhushan Kharbanda) à Arjun (Jackie Shroff), officier de police digne de confiance. Pinky et Bunty décident de s'enfuir pour se marier et se rendent chez une tante (Aruna Irani) pour qu'elle les conseille. Celle-ci se rend compte que les sentiments éprouvés par les deux jeunes gens ne sont pas très sincères et juge que leur union serait une erreur. Aussi fait-elle semblant de les approuver mais les guide dans le même sens que leurs familles : elle leur suggère de se marier selon les vœux de leurs parents mais en leur laissant croire qu'ils pourront divorcer afin de se retrouver. Pinky et Bunty suivent ses conseils puis mettent tout en œuvre pour rendre leurs vies conjugales infernales. Leur comédie semble fonctionner jusqu'à ce qu'ils découvrent que Shobha et Arjun se rencontrent en cachette... 

## Fiche technique
- Titre : Hote Hote Pyaar Ho Gaya
- Réalisateur : Firoz Irani
- Producteurs : Firoz Irani, Saumil Patel, Pradeep Jain, Ashutosh Bajpay
- Scénaristes : Anil Kalekar, Firoz Irani
- Musique : Anand Raj Anand, Pradeep Laad, Naeem Ejaz
- Sortie : 2 juillet 1999
- Durée : 139 minutes
- Pays : Inde
- Langue : Hindi

## Distribution
- Jackie Shroff : Officier de police Arjun
- Kajol : Pinky
- Atul Agnihotri : Atul (Bunty)
- Ayesha Jhulka : Shobha
- Aruna Irani : Buaji, tante de Bunty
- Kulbhushan Kharbanda : Colonel,  père de Pinky
- Prem Chopra : Jagawar

## Musique
La bande originale du film comporte 7 chansons composées par Anand Raj Anand et Pradeep Laad. La chanson intitulée Haiyo Hikko Nikko Ni a été composée en collaboration avec Naeem Ejaz. Les paroles des chansons ont été écrites par Rani Malik, excepté O Jane Jaa, écrite par Zameer Kazmi.
| Chanson(s)              | Interprète(s)                |
| ----------------------- | ---------------------------- |
| Haiyo Hikko Nikko Ni    | Kavita Krishnamurthy         |
| Haiyo Hikko Nikko Ni    | Anand Raj Anand              |
| Hote Hote Pyaar Ho Gaya | Alka Yagnik                  |
| Jab Tum Mere            | Kumar Sanu                   |
| Laddu Motichur Ka       | Alka Yagnik, Poornima        |
| O Jane Jaa              | Udit Narayan, Sadhana Sargam |
| Pyar Wale Rang          | K. S. Chitra                 |